# Deutsche Eishockey Liga 2001-2002
La Deutsche Eishockey Liga 2001-2002 fu l'ottava stagione della Deutsche Eishockey Liga. Al termine dei playoff i Kölner Haie si aggiudicarono il loro secondo titolo della DEL, diventando campioni di Germania per l'ottava volta della loro storia.
Dopo una stagione furono reintrodotto i playout e i Berlin Capitals furono retrocessi in 2. Eishockey-Bundesliga. In aggiunta la DEL ritirò la licenza ai Moskitos Essen e ai Revierlöwen Oberhausen, i primi a causa di problemi finanziari, i secondi a causa della mancanza di un impianto di gioco adeguato per la lega.

## Stagione regolare
Come nella stagione precedente si disputò un girone unico per tutte e 16 le formazioni, con un doppio turno di andata e ritorno, nel quale al termine dei 60 minuti regolamentari, in caso di pareggio, le squadre si affrontarono negli shootout. Le prime otto squadre si qualificarono ai playoff, mentre le ultime due affrontarono i playout.

### Classifica
|                     | Pos. | Squadra                | Pt  | G  | V  | VOT | POT | P  | GF  | GS  | DR  |
| ------------------- | ---- | ---------------------- | --- | -- | -- | --- | --- | -- | --- | --- | --- |
|                     | 1.   | München Barons         | 121 | 60 | 33 | 10  | 2   | 15 | 182 | 138 | +44 |
|                     | 2.   | Adler Mannheim         | 120 | 60 | 34 | 6   | 6   | 14 | 186 | 135 | +51 |
|                     | 3.   | Krefeld Pinguine       | 118 | 60 | 34 | 6   | 4   | 16 | 210 | 162 | +48 |
|                     | 4.   | Nürnberg Ice Tigers    | 111 | 60 | 31 | 7   | 4   | 18 | 180 | 134 | +46 |
|                     | 5.   | Kassel Huskies         | 98  | 60 | 26 | 6   | 8   | 20 | 157 | 147 | +10 |
| Germania (bandiera) | 6.   | Kölner Haie            | 93  | 60 | 27 | 3   | 6   | 24 | 173 | 153 | +20 |
|                     | 7.   | Eisbären Berlino       | 92  | 60 | 25 | 6   | 5   | 24 | 177 | 166 | +11 |
|                     | 8.   | Augsburger Panther     | 91  | 60 | 23 | 8   | 6   | 23 | 185 | 189 | -4  |
|                     | 9.   | DEG Metro Stars        | 88  | 60 | 23 | 8   | 3   | 26 | 143 | 139 | +4  |
|                     | 10.  | Hannover Scorpions     | 78  | 60 | 21 | 4   | 7   | 28 | 180 | 201 | -21 |
|                     | 11.  | Frankfurt Lions        | 76  | 60 | 20 | 7   | 2   | 31 | 156 | 199 | -43 |
|                     | 12.  | Iserlohn Roosters      | 74  | 60 | 19 | 4   | 9   | 28 | 154 | 183 | -29 |
|                     | 13.  | Revierlöwen Oberhausen | 70  | 60 | 18 | 5   | 6   | 31 | 168 | 187 | -19 |
|                     | 14.  | Moskitos Essen         | 68  | 60 | 18 | 3   | 8   | 31 | 163 | 195 | -32 |
|                     | 15.  | Berlin Capitals        | 68  | 60 | 19 | 6   | 5   | 30 | 168 | 205 | -37 |
|                     | 16.  | SERC Wild Wings        | 68  | 60 | 18 | 2   | 10  | 30 | 134 | 183 | -49 |

Legenda:

      Ammesse ai Playoff
      Ammesse ai Playout
Note:

Tre punti a vittoria, due punti a vittoria dopo overtime, un punto a sconfitta dopo overtime, zero a sconfitta.

## Playoff
|  | Quarti di finale | Quarti di finale | Quarti di finale |             |                     | Semifinali     | Semifinali | Semifinali |  |  | Finale | Finale         | Finale |
|  |                  |                  |                  |             |                     |                |            |            |  |  |        |                |        |
|  | 1                | München Barons   | 3                |             |                     |                |            |            |  |  |        |                |        |
|  | 8                | Augsburg Panther | 1                |             |                     |                |            |            |  |  |        |                |        |
|  | 8                | Augsburg Panther | 1                |             | 1                   | München Barons | 2          |            |  |  |        |                |        |
|  |                  |                  |                  |             | 1                   | München Barons | 2          |            |  |  |        |                |        |
|  |                  | 6                | Kölner Haie      | 3           |                     |                |            |            |  |  |        |                |        |
|  | 3                | 6                | Kölner Haie      | 3           | Krefeld Pinguine    | 0              |            |            |  |  |        |                |        |
|  | 3                |                  |                  |             | Krefeld Pinguine    | 0              |            |            |  |  |        |                |        |
|  | 6                | Kölner Haie      | 3                |             |                     |                |            |            |  |  |        |                |        |
|  |                  |                  |                  |             |                     |                |            |            |  |  | 2      | Adler Mannheim | 2      |
|  |                  |                  | 6                | Kölner Haie | 3                   |                |            |            |  |  |        |                |        |
|  | 2                | Adler Mannheim   | 3                |             |                     |                |            |            |  |  |        |                |        |
|  | 7                | Eisbären Berlin  | 1                |             |                     |                |            |            |  |  |        |                |        |
|  | 7                | Eisbären Berlin  | 1                |             | 2                   | Adler Mannheim | 3          |            |  |  |        |                |        |
|  |                  |                  |                  |             | 2                   | Adler Mannheim | 3          |            |  |  |        |                |        |
|  |                  | 5                | Kassel Huskies   | 1           |                     |                |            |            |  |  |        |                |        |
|  | 4                | 5                | Kassel Huskies   | 1           | Nürnberg Ice Tigers | 1              |            |            |  |  |        |                |        |
|  | 4                |                  |                  |             | Nürnberg Ice Tigers | 1              |            |            |  |  |        |                |        |
|  | 5                | Kassel Huskies   | 3                |             |                     |                |            |            |  |  |        |                |        |

### Quarti di finale
| Squadra 1           | Totale | Squadra 2          | Gara 1    | Gara 2 | Gara 3   | Gara 4 | Gara 5 |
| ------------------- | ------ | ------------------ | --------- | ------ | -------- | ------ | ------ |
| München Barons      | 3 - 1  | Augsburger Panther | 5 - 6 dr  | 2 - 1  | 4 - 2    | 5 - 1  |        |
| Adler Mannheim      | 3 - 1  | Eisbären Berlino   | 2 - 3 dts | 3 - 2  | 4 - 3 dr | 3 - 1  |        |
| Krefeld Pinguine    | 0 - 3  | Kölner Haie        | 1 - 2 dr  | 4 - 3  | 4 - 2    |        |        |
| Nürnberg Ice Tigers | 1 - 3  | Kassel Huskies     | 0 - 4     | 2 - 3  | 3 - 2    | 0 - 3  |        |

### Semifinali
| Squadra 1      | Totale | Squadra 2      | Gara 1 | Gara 2    | Gara 3 | Gara 4 | Gara 5   |
| -------------- | ------ | -------------- | ------ | --------- | ------ | ------ | -------- |
| München Barons | 2 - 3  | Kölner Haie    | 2 - 1  | 2 - 3     | 3 - 4  | 5 - 2  | 1 - 2 dr |
| Adler Mannheim | 3 - 0  | Kassel Huskies | 5 - 4  | 3 - 2 dts | 2 - 0  |        |          |

### Finale
| Squadra 1      | Totale | Squadra 2   | Gara 1 | Gara 2 | Gara 3 | Gara 4 | Gara 5 |
| -------------- | ------ | ----------- | ------ | ------ | ------ | ------ | ------ |
| Adler Mannheim | 2 - 3  | Kölner Haie | 4 - 0  | 2 - 3  | 2 - 4  | 3 - 1  | 1 - 2  |

## Playout

### Finale
| Squadra 1       | Totale | Squadra 2       | Gara 1 | Gara 2 | Gara 3 | Gara 4 | Gara 5   | Gara 6 | Gara 7 |
| --------------- | ------ | --------------- | ------ | ------ | ------ | ------ | -------- | ------ | ------ |
| Berlin Capitals | 3 - 4  | SERC Wild Wings | 0 - 5  | 2 - 1  | 6 - 3  | 1 - 5  | 3 - 2 dr | 1 - 4  | 5 - 7  |